# Turanspor
Turanspor (voorheen TUTAP Şekerspor) is een voetbalclub opgericht in 1947 te Ankara, Turkije. De clubkleuren zijn groen en wit. De thuisbasis van de club is het Ostim Stadion.
Şekerspor is de club van de Turkse Suikerfabrieken (Şeker = Suiker). In 1947 werd de club opgericht als Şekerspor. In 1958 fuseerde de club met Ankara Hilal Gençlikspor en werd de naam Şekerhilal aangenomen met geel en blauw als clubkleuren. Slechts enkele jaren hierna werd de clubnaam alweer gewijzigd naar Şekerspor. Aanvankelijk deed de club het redelijk in de Süper Lig. Şekerspor degradeerde enkele malen, maar meestal promoveerde de club het jaar erop alweer. De beste prestatie werd behaald in het seizoen 1959/1960 toen de club 12e van Turkije werd. In 1973 degradeerde Şekerspor om daarna tot 1997 niet meer terug te keren in de hoogste voetbaldivisie van Turkije. Slechts één jaar duurde hun nieuwe avontuur in 1997 aldaar.
In het seizoen 2005/2006 is Şekerspor overgenomen door Etimesgut, een district van Ankara. De clubnaam veranderde naar Etimesgut Şekerspor, en ook in dat seizoen zijn er enkele grote voetbalnamen binnengehaald (zoals Sergen Yalçın). Later is de naam verschillende malen gewijzigd. Als laatste heeft de club de naam Turanspor gekregen.

## Gespeelde Divisies
Süper Lig: 1959-1963, 1964-1966, 1967-1969, 1972-1973, 1997-1998
Türkiye Futbol Federasyonu 1. Lig: 1963-1964, 1966-1967, 1969-1972, 1973-1992, 1994-1997, 1998-2003
Türkiye Futbol Federasyonu 2. Lig: 1992-1994, 2003-2005, 2006-2013
Türkiye Futbol Federasyonu 3. Lig: 2005-2006, 2013-2015
Bölgesel Amatör Lig: 2015-2016
Ankara Süper Amatör: 2016-0000

## Naamswijzigingen
- 1947-1958 : Şekerspor
- 1958-1963 : Şeker Hilal
- 1963-2005 : Şekerspor
- 2005-2010 : Etimesgut Şekerspor
- 2010-2011 : Beypazarı Şekerspor
- 2011-2012 : Akyurt Şekerspor
- 2012-2013 : Çamlıdere Şekerspor
- 2013-2014 : Şekerspor A.Ş.
- 2013-2014 : Polatlı Şekerspor
- 2014-2015 : TUTAP Şekerspor
- 2015-0000 : Turanspor

## Bekende (ex-)spelers
- Murat Hacıoğlu
- Arif Peçenek
- Marko Simeunovič
- Sergen Yalçın
- Selçuk Yula